# Toni Prostran
Toni Prostran (Zadar, 9. travnja 1991.) hrvatski je profesionalni košarkaš. Igra na poziciji razigravača, raskinuo je ugovor s KK Zadrom i pred potpisom je ugovora s KK Zagrebom.

## Karijera

### Početci
Prostran je prije košarke isprobao čak četiri sporta. Probao je s tenisom u kojem je zadržao dvije godine i bio uspješan jer je bio u finalu jednog turnira u Zadru,potom je krenuo na plivanje, pa nogomet, karate, a onda nakon jedne košarkaške utakmice u Jazinama odlučio se baviti košarkom. Njegov košarkaški uspon počinje na Europskom U-16 prvenstvu na Kreti 2007. godine, kada je svojim odličnim igrama proglašen najkorisnijim igračem, uzeo naslov najboljeg strijelca i uvršen u najbolju petorku turnira. Nakon prolaska kroz omladinski pogon košarkaškog kluba Zadar u seniorski sastav ulazi sa svega 16 godina pod vodstvom "Ace" Petrovića. U dresu Zadra debitirao je 1. prosinca 2007. u 12. kolu NLB lige protiv Hemofarma. U prvoj europskoj utakmici za seniore debitirao je 12. prosinca 2007. protiv Strasbourga te je za svega 15 minuta igre postigao 12 koševa, tri skoka, uz samo jedan promašaj za tri poena. Tijekom prve seniorske sezone bio je treći izbor u momčadi iza Coreya Brewera i Roka Stipčevića, te je uglavnom sjedio na klupi. I dok se sezona 2007./08. ta mala minutaža mogla opravdati činjenicom da mu je to bila tek prva seniorska godina, sljedeće sezone minutažu je opet dobivao na kapaljku te su na trenerovu odluku padale negativne kritike. Prethodno je Petrović izjavo kako Prostran nije spreman za igranje seniorske košarke. Prostran je izjavio ako se klub slaže s trenerom neka mu odmah daju ispisnicu. Nije prošlo tjedan dana od toga, a Petrović je nakon poraz Zadra u Novom Sadu dobio otkaz. Na klupi ga je zamijenio pomoćni trener Denis Pleslić, a Prostran je i dalje sjedio na klupi. Tek u veljači dolaskom trenera Zmage Sagadina koji je poznat po razvitku mladih igrača dobio je veću minutažu. 
Na kraju sezone istekao mu je sadašnji ugovor, a njegov menadžer Robert Jablan našao se s trenerom Zmagom Sagadinom i pritom se razgovaralo o uvjetima za potpis novog četverogodišnjeg. Spominjao se čak i njegov odlazak iz Zadra, iako je sam izjavio da bi volio ostati. Prostran je za to vrijeme bio s hrvatskom U-19 reprezentacijom na Svjetskom prvenstvu na Novom Zelandu i sve prepustio svom menadžeru. Tri dana kasnije Zadar je objavio da su prihvaćeni novi ugovori Tonija Prostrana, Marka Cara, Vladimera Boise i Frana Pilepića. Na Novom Zelandu hrvatska je reprezentacija odličan turnir i osvojila brončanu medalju. Mario Delaš proglašen je za najkorisnijeg igrača, dok je Prostran bio među pet najboljih igrača s prosječnih 17.8 poena, 5.1 skokom i 5.3 asistencija. Bio je prvi asistent turnira te je izabran u prvu petorku Svjetskog prvenstva. Nakon dolaska kući s osvojenom broncom odmah se priključio hrvatskoj U-18 reprzentaciji na Europskom prvenstvu u Francuskoj. Reprzentacije nije uzela medlaju, ali on je po drugi puta u mjesec dana izabran u najbolju petorku prvenstva.
Nakon dugog i napornog, ali uspješnog ljeta priključio se pripremama Zadra za novu sezonu. Za vrijeme četvrtfinala Europskog prvenstva u Poljskoj odigrala se FIBA U-18 All-Star utakmica u kojoj su se sastale dvije momčadi "bijela" i "plava" koje su sačinjavali 24 najbolja europska juniora. Prostran je bio jedini hrvatski predstavniku na U18 All-Star susretu te je kao kapetan nastupio u bijelom dresu s brojem četiri. U toj utakmici je u 26 minuta na parketu postigao 13 koševa (2/6 za dva, 2/4 za tri, 3/4 slobodna bacanja), čemu je dodao 5 skokova i 3 asistencije. Ukupni odličan dojam pokvarilo je čak 7 izgubljenih lopti.
U rujnu u predsezoni 2009. tijekom pripremnih utakmica ponovo nije previše igrao, te je Sagadin na novinarsko pitanje koje se odnosi na tu temu odgovorio: "dajem im onoliko koliko se sami na treningu izbore".
Zatražio i dobio raskid ugovora u siječnju 2010. zbog ne dobivanja prilike da se dokaže i neisplaćenih plaća.

## Vanjske poveznice
- Profil[neaktivna poveznica] na kosarka.hr
- Profil na KK Zadar.hr
- Profil na NLB.com